# Premi BAFTA 1970
I premi della 23ª edizione dei British Academy Film Awards furono conferiti nel 1970 dalla British Academy of Film and Television Arts alle migliori produzioni cinematografiche del 1969.

## Vincitori e candidati

### Miglior film
- Un uomo da marciapiede (Midnight Cowboy), regia di John Schlesinger
- Donne in amore (Women in Love), regia di Ken Russell
- Oh, che bella guerra! (Oh! What a Lovely War), regia di Richard Attenborough
- Z - L'orgia del potere (Z), regia di Costa-Gavras

### Miglior regista
- John Schlesinger – Un uomo da marciapiede (Midnight Cowboy)
- Richard Attenborough – Oh, che bella guerra! (Oh! What a Lovely War)
- Ken Russell  – Donne in amore (Women in Love)
- Peter Yates – Bullitt

### Miglior attore protagonista
- Dustin Hoffman – John e Mary (John and Mary) / Un uomo da marciapiede (Midnight Cowboy)
- Alan Bates – Donne in amore (Women in Love)
- Walter Matthau – Diario segreto di una moglie americana (The Secret Life of an American Wife)
- Nicol Williamson – Inadmissible Evidence

### Migliore attrice protagonista
- Maggie Smith – La strana voglia di Jean (The Prime of Miss Jean Brodie)
- Mia Farrow – John e Mary (John and Mary) / Rosemary's Baby - Nastro rosso a New York (Rosemary's Baby)
- Glenda Jackson – Donne in amore (Women in Love)
- Barbra Streisand – Funny Girl / Hello, Dolly!

### Miglior attore non protagonista
- Laurence Olivier – Oh, che bella guerra! (Oh! What a Lovely War)
- Jack Klugman – La ragazza di Tony (Goodbye, Columbus)
- Jack Nicholson – Easy Rider
- Robert Vaughn – Bullitt

### Migliore attrice non protagonista
- Celia Johnson – La strana voglia di Jean (The Prime of Miss Jean Brodie)
- Peggy Ashcroft – In 2 sì, in 3 no (Three Into Two Won't Go)
- Pamela Franklin – La strana voglia di Jean (The Prime of Miss Jean Brodie)
- Mary Wimbush – Oh, che bella guerra! (Oh! What a Lovely War)

### Migliore attore o attrice debuttante
- Jon Voight – Un uomo da marciapiede (Midnight Cowboy)
- Kim Darby – Il Grinta (True Grit)
- Jennie Linden – Donne in amore (Women in Love)
- Ali MacGraw – La ragazza di Tony (Goodbye, Columbus)

### Migliore sceneggiatura
- Waldo Salt – Un uomo da marciapiede (Midnight Cowboy)
- Costa-Gavras, Jorge Semprún  – Z - L'orgia del potere (Z)
- Larry Kramer – Donne in amore (Women in Love)
- Arnold Schulman – La ragazza di Tony (Goodbye, Columbus)

### Migliore fotografia
- Gerry Turpin – Oh, che bella guerra! (Oh! What a Lovely War)
- William Fraker – Bullitt
- Harry Stradling Sr. – Funny Girl
- Harry Stradling Sr. – Hello, Dolly!
- Billy Williams – Donne in amore (Women in Love)
- Billy Williams – Gioco perverso (The Magus)

### Migliore scenografia
- Donald M. Ashton – Oh, che bella guerra! (Oh! What a Lovely War)
- Luciana Arrighi – Donne in amore (Women in Love)
- Mikhail Bogdanov, Gennadi Myasnikov – Voyna i mir
- John DeCuir – Hello, Dolly!

### Migliori musiche (Anthony Asquith Award for Film Music)
- Mikīs Theodōrakīs – Z - L'orgia del potere (Z)
- Richard Rodney Bennett – Cerimonia segreta (Secret Ceremony)
- Georges Delerue – Donne in amore (Women in Love)
- Michel Legrand – Il caso Thomas Crown (The Thomas Crown Affair)

### Miglior Sonoro (Best Sound)
- Don Challis, Simon Kaye – Oh, che bella guerra! (Oh! What a Lovely War)
- Teddy Mason, Jim Shields – I lunghi giorni delle aquile (Battle of Britain)
- Terry Rawlings – Donne in amore (Women in Love)
- Terry Rawlings – Isadora
- Ed Scheid – Bullitt

### Miglior montaggio
- Hugh A. Robertson – Un uomo da marciapiede (Midnight Cowboy)
- Françoise Bonnot – Z - L'orgia del potere (Z)
- Kevin Connor – Oh, che bella guerra! (Oh! What a Lovely War)
- Frank P. Keller – Bullitt

### Migliori costumi
- Anthony Mendleson – Oh, che bella guerra! (Oh! What a Lovely War)
- Ruth Myers – Isadora
- Shirley Russell – Donne in amore (Women in Love)
- Irene Sharaff – Funny Girl

### Miglior documentario
- Prologue (National Film Board Of Canada), regia di Robin Spry

### Miglior cortometraggio
- Picture to Post, regia di Sarah Erulkar
- Barbican, regia di Robin Cantelon
- Birthday, regia di Franc Roddam
- A Test of Violence, regia di Stuart Cooper

### Premio UN (UN Award)
- Oh, che bella guerra! (Oh! What a Lovely War)
- Adalen '31, regia di Bo Widerberg
- Un uomo da marciapiede (Midnight Cowboy)
- Z - L'orgia del potere (Z)